# Vrané nad Vltavou
Vrané nad Vltavou – gmina w Czechach, w powiecie Praga-Zachód, w kraju środkowoczeskim. Według danych z dnia 1 stycznia 2013 liczyła 2 317 mieszkańców.